# Алльмендінген (Баден-Вюртемберг)
Алльмендінген (нім. Allmendingen) — громада в Німеччині, знаходиться в землі Баден-Вюртемберг. Підпорядковується адміністративному округу Тюбінген. Входить до складу району Альб-Дунай.
Площа — 45,90 км2. Населення становить 4558 ос. (станом на 31 грудня 2020).